# Rhizogonium pennatum
Rhizogonium pennatum là một loài rêu trong họ Rhizogoniaceae. Loài này được Hook. f. & Wilson mô tả khoa học đầu tiên năm 1854.